# Aquaumbridae
Aquaumbridae is een familie van zachte koralen uit de klasse der Anthozoa (Bloemdieren).

## Geslacht
- Aquaumbra Breedy, van Ofwegen & Vargas, 2012